# Get Up (cântec de Ciara)
„Get Up” este un cântec al interpretei americane Ciara. Piesa a fost compusă de Jazze Pha, fiind inclusă pe cel de-al doilea material discografic de studio al artistei, Ciara: The Evolution. Înregistrarea a fost lansată ca single promoțional în vara anului 2006, fiind inclus și pe coloana sonoră a filmului Step Up.
Piesa a devenit unul dintre cele mai cunoscute cântece ale Ciarei în S.U.A., ocupând poziții de top 10 în Billboard Hot 100 și în ierarhia oficială din Noua Zeelandă.

## Lista cântecelor
Disc single distribuit prin iTunes
- „Get Up” - 3:21 (versiunea de pe album)

## Clasamente
| Clasament                            | Poziția maximă | Referință |
| ------------------------------------ | -------------- | --------- |
| Austria Singles Chart                | 59             | [ 2 ]     |
| Germania Singles Chart               | 29             | [ 2 ]     |
| Noua Zeelandă Singles Chart          | 5              | [ 2 ]     |
| UK Singles Chart                     | 189            | [ 3 ]     |
| U.S. Billboard Hot 100               | 7              | [ 2 ]     |
| U.S. Billboard Hot R&B/Hip-Hop Songs | 10             | [ 4 ]     |
| U.S. Billboard Hot Airplay           | 7              | [ 5 ]     |
| U.S. Billboard Hot Digital Songs     | 3              | [ 5 ]     |
| U.S. Billboard Pop 100               | 15             | [ 5 ]     |